# Cataratas Chachai

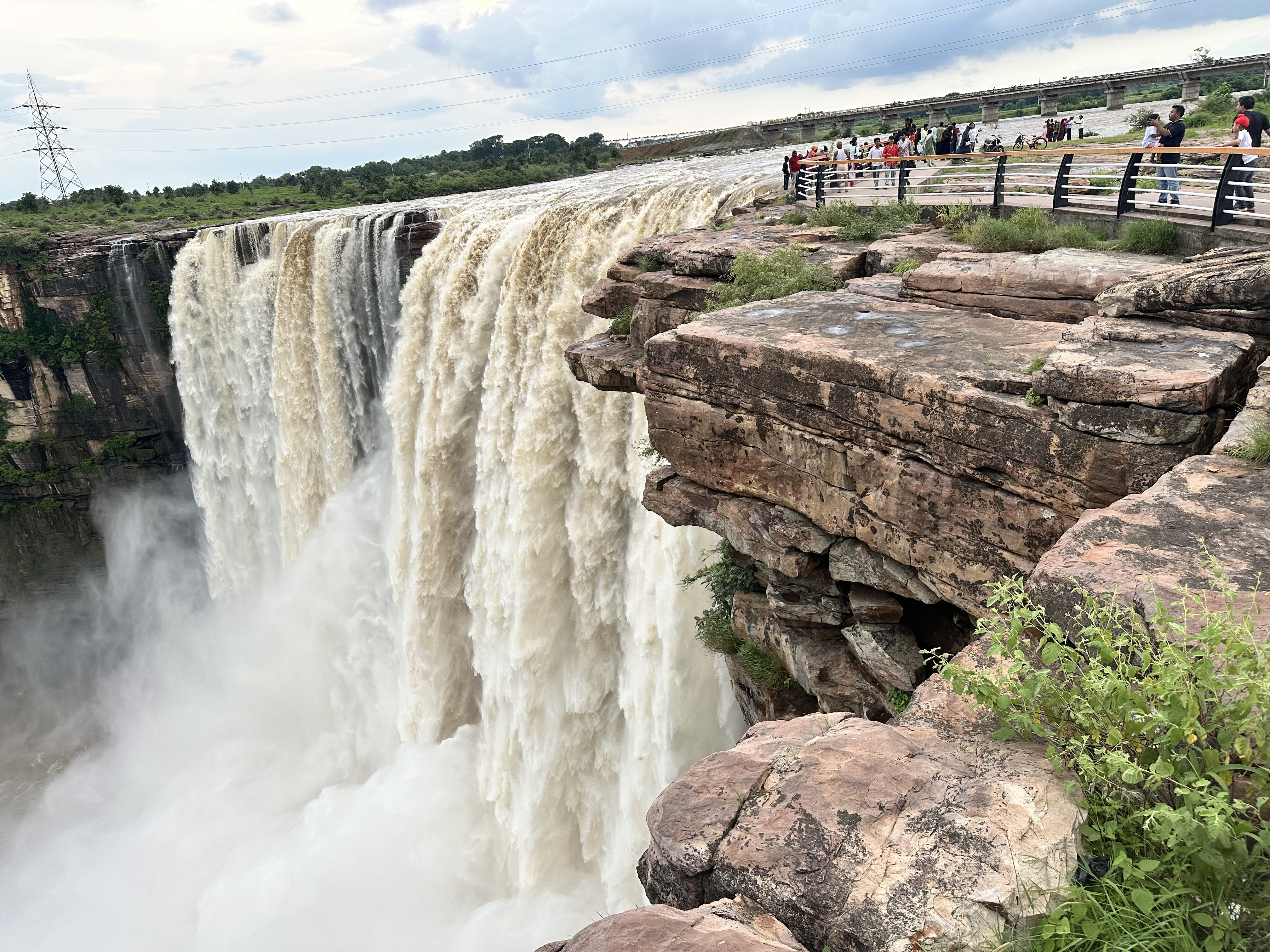
Ctaratas Chachai

Las Cataratas Chachai se encuentran en el Distrito de Rewa, en el estado indio de Madhya Pradesh. Es la 23.ª cascada más alta de la India.

## Las Cataratas
Las Cataratas Chachai se encuentran en el río Bihad (un afluente del río Tamsa) una vez que ha pasado la planicie de Rewa. Tiene una altura total de 130 m (430 pies).
Las cataratas Chachai es una ejemplo de un knickpoint causado por rejuvenecimiento. Esto indica una rotura en el perfil longitudinal de un río, que provoca que el agua caiga verticalmente causando una cascada.

## Ubicación
Están situadas a 46 km  (unas 29 millas) de Rewa, en el borde de las elevaciones de Chitrakoot, una parte del Kaimur Range